# Charles & Eddie
Charles & Eddie sono stati un duo musicale soul statunitense, attivo nella prima metà degli anni '90.

## Storia del gruppo
Il gruppo, composto da Charles Pettigrew e Eddie Chacon, è conosciuto principalmente per il singolo Would I Lie to You?, estratto dal loro primo album Duophonic, uscito nel 1992. La canzone ha vinto tre Ivor Novello Awards nel 1993.
Sempre nel 1993 compongono I Would Stop The World per il film Super Mario Bros.
Il secondo e ultimo album del duo, Chocolate Milk, è stato pubblicato nell'agosto 1995.
Nel 2001, ad appena 37 anni, Pettigrew è deceduto a causa di un tumore.
Chacon ha vissuto in vari Paesi del mondo: Stati Uniti, Regno Unito, Danimarca.

## Discografia

### Album
- 1992 – Duophonic
- 1995 – Chocolate Milk

### Singoli
- 1992 – Would I Lie to You?
- 1993 – NYC (Can You Believe This City?)
- 1993 – House Is Not a Home
- 1995 – I'm Gonna Love You (24-7-365)
- 1995 – Jealousy